# Sociaal-Flamingantische Landdag
De Sociaal-Flamingantische Landdag of Sociaal-Flamingantische Trefdag was een linkse, republikeinse en Vlaams-nationalistische vereniging die in 2004 ontstond uit onvrede met de verrechtsing van de Vlaamse Beweging. Ze organiseerde jaarlijks een trefdag of weekend met lezingen en debatten.

## Ideologie
De organisatie verwierp het gematigde nationalisme van de centrumpartijen als bourgeois-rechts en de radicale van het Vlaams Belang als extreemrechts. Ze vond dat de eersten niet genoeg aanspraken, wat zich uit in een verwaterende IJzerbedevaart, en de tweede met de migrantenproblematiek de Vlaamse beweging verziekte. In manifesten omschreef de Sociaal-Flamingantische Landdag zichzelf als een tegenbeweging die vanuit een antikapitalistisch perspectief streefde naar een onafhankelijk, volks-soeverein Vlaanderen. De SFL wilde daarom niet enkel een ontmoetingsplaats of forum zijn waar links-progressieve flaminganten met elkaar verbroederden en debatteerden, maar wilde tevens een democratisch, ecologisch, cultureel en sociaal-economisch verantwoord alternatief aanbieden voor het naar eigen zeggen door de eigen Vlaamse overheidsinstellingen gevoerde beleid van "ontmanteling". Volgens de SFL moest het Brussels Hoofdstedelijk Gewest onlosmakelijk deel uitmaken van een onafhankelijk Vlaanderen, waarmee ze aansloot bij Vlaams-nationale strijdpunten zoals die in de jaren 1960 werden verwoord door onder meer Lode Craeybeckx en Antoon Roosens. Tegelijk wilde de organisatie solidair zijn met andere linkse, volksnationalistische bewegingen in Europa zoals de Basken, Schotten en Catalanen. 

## Activiteiten
De Sociaal-Flamingantische Landdag organiseerde jaarlijks een trefdag of weekend met lezingen en debatten met gastsprekers uit de Vlaamse Beweging. Gastsprekers of sympathisanten die regelmatig actief aan de Trefdagen deelnamen, waren onder meer Nelly Maes (als voorzitter van het Vlaams Vredesinstituut), filosoof Ludo Abicht, politoloog Edi Clijsters (Gravensteengroep en redacteur bij Doorbraak), historicus Frans-Jos Verdoodt (IJzerbedevaartcomité), Johan Velghe (voorzitter van het Priester Daensfonds), journalist Willy Courteaux en politiek redacteur Jef Turf.